# Titel
Titel (cyr. Тител) – miasto w Serbii, w Wojwodinie; w okręgu południowobackim, siedziba gminy Titel. Leży w regionie Baczka. W 2011 roku liczyło 5294 mieszkańców.